# Cobubatha tortricopsis
Cobubatha tortricopsis är en fjärilsart som beskrevs av Dyar 1914. Cobubatha tortricopsis ingår i släktet Cobubatha och familjen nattflyn. Inga underarter finns listade i Catalogue of Life.